# 堀美奈子
堀 美奈子（ほり みなこ、1959年2月22日 - ）は、日本の元女優。所属していた事務所はオフィス・アルファー（1978年当時） → 「OFFICE・KYOKO」（1981年当時）。

## 来歴・人物
東京・原宿を歩いていた所をスカウトされ、芸能界入り。この時はウインドーショッピング中にスカウトされたとのことで、その3日後には『俺たちの祭』のポスター撮影のために早くも中村雅俊、檀ふみと一緒になったと言う。1977年スタートのテレビドラマ『俺たちの祭』（日本テレビ）のヒロイン・沢 矢津子役に抜擢され、レギュラー出演。堀の友人が『俺たちの祭』プロデューサーの奈良邦彦と知り合いだった関係で同作出演が決まったという。同ドラマのオープニングのタイトルバック映像にて、堀自身の全裸の後ろ姿のワンカットが登場している。これについて当人は、ヌードになるのが嫌なわけではなく、自分は「下半身デブなので、フィルムを見ると、お尻ばかり目立って格好悪い」として嫌だったと話していたことがある。
新人時代にはドラマ出演の他、週刊プレイボーイ、GOROなどの雑誌でグラビアの活動も行っていた。なお、本人は歌手志望でもあった。
女優、タレントとして1980年代後半頃まで活動を行っていた。80年代の前半には、なつきれいと改名していたが、後に戻している。
1978年当時の公称サイズは身長160cm、B78cm、W58cm、H84cm。新人時代は、麻雀が好きだとも話しており（ただ本人曰く「強くないけど」とのこと）、ドライブが趣味でもあった。この当時、好きな男性のタイプは漫画『俺の空』の主人公・安田一平だったとのこと。

## 出演

### 堀美奈子名義

#### テレビドラマ
- 俺たちの祭（日本テレビ、1977年 - 1978年）- 沢 矢津子 役
- 明日の刑事（TBS）
  - 第25話「一万人マラソン殺人事件」（1978年3月29日）
  - 第42話「妻よ永遠に!刑事が贈った結婚指輪」（1978年8月30日）
- 太陽にほえろ!（日本テレビ）- 第307話「反転」（1978年6月16日）
- 土曜ワイド劇場 魚たちと眠れ 洋上女子大学殺人事件（テレビ朝日）- 1978年7月29日
- ゆうひが丘の総理大臣（日本テレビ）- 第12話「娘はひとつの夢にかける!」（1978年12月27日）
- 七人の刑事（TBS）- 第3シリーズ 第44話「新刑事二人・走る!」（1979年3月16日）
- わたしの可愛いひと（フジテレビ、1986年）
- 痛快!OL通り（TBS）- 第1話（1986年10月10日）
- 女ふたり捜査官（朝日放送）- 第19話「家政夫が来た!」（1987年2月6日）
- アナウンサーぷっつん物語（フジテレビ、1987年）
- 大都会25時（テレビ朝日）- 第21話「少女に忍び寄る恐怖の夜」（1987年9月9日）

#### CM
- サントリー 純生（1979年）[11]

### なつきれい名義

#### テレビドラマ
- 大捜査線（フジテレビ）- 第4話「傷ついた野獣」（1980年1月31日）
- ザ・スーパーガール（テレビ東京）- 第46話「夜の修道院 黒い衣に秘めた白い肌」（1980年2月11日）
- 噂の刑事トミーとマツ（TBS）- 第17話「キン好きトミ好き、マツ嫌い」（1980年） - 南条みどり
- 大江戸捜査網（テレビ東京）- 第406話「女飛脚は殺しの標的」（1981年9月12日）
- 新ハングマン（朝日放送）- 第6話「恋を引き裂く愛人バンク」（1983年9月2日） - 山口香子
- 少女が大人になる時 その細き道（TBS）- 第6話（1984年3月11日）、第7話（1984年3月18日）
- 六本木天使（朝日放送、1984年）

#### 映画
- わるいやつら（松竹、1980年6月28日公開）- 真樹邑のスタッフ 役
- 獣たちの熱い眠り（東映、1981年9月12日公開）- 三村真紀 役